# Corona imperial de Brasil

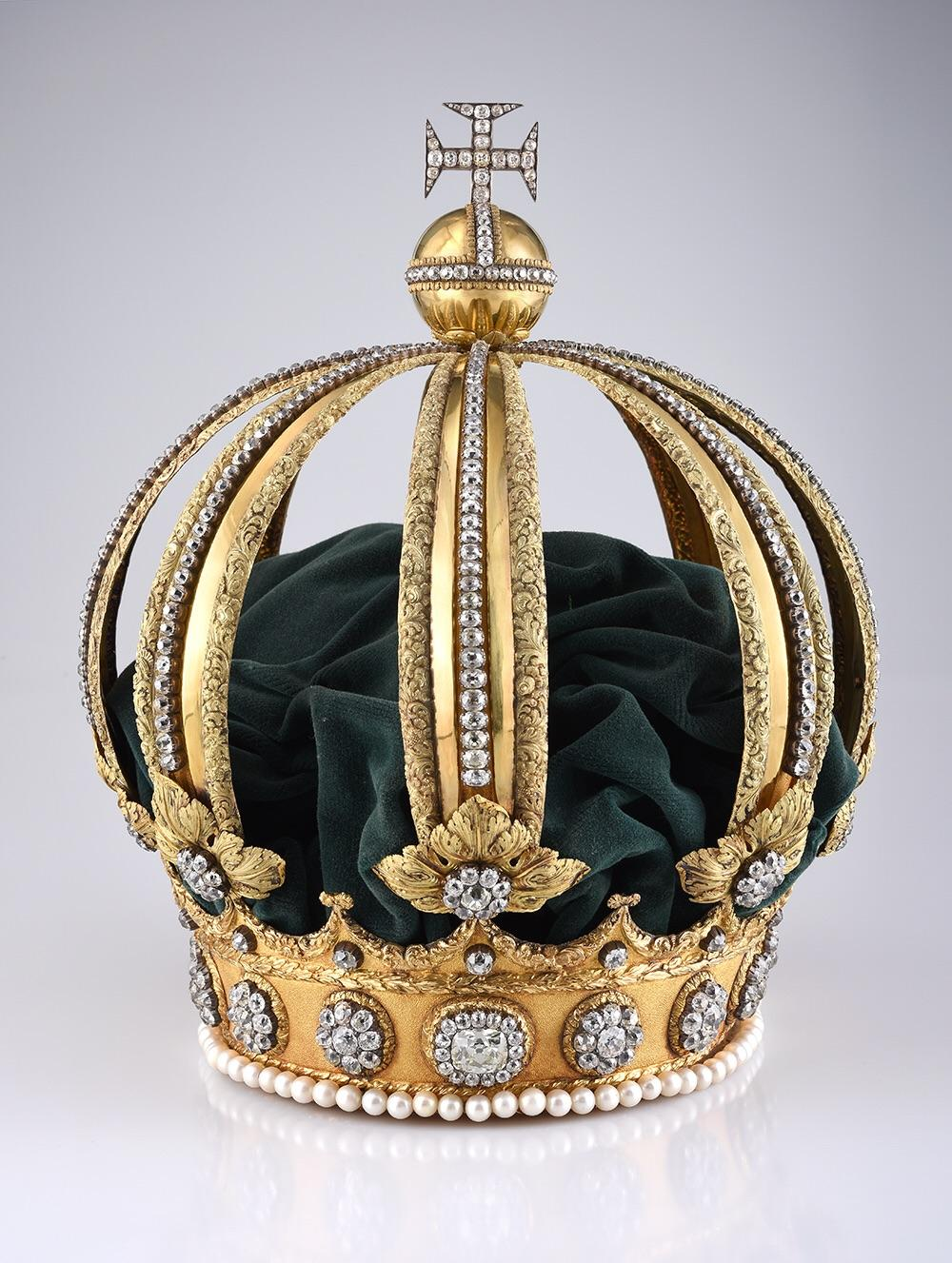
La Corona Imperial de Brasil

La Corona Imperial de Brasil (en portugués: Coroa Imperial do Brasil), también conocida como la Corona de Pedro II o como la Corona Diamantina (llamada así porque todas sus piedras preciosas son diamantes), es la Corona fabricada para el segundo emperador brasileño, Pedro II.

## Historia
La Corona de Don Pedro I era más sencilla, ya que se fabricó rápidamente en 1822 para la coronación del primer emperador de Brasil, pocos meses después de la declaración de independencia del país.
Cuando el segundo emperador de Brasil, Pedro II, fue declarado mayor de edad y comenzaron los preparativos para su coronación, el gobierno vio la necesidad de encargar la fabricación de una nueva corona.

## Diseño
La Corona de Don Pedro II fue creada por el orfebre Carlos Martín en Río de Janeiro, y fue expuesta por primera vez al público el 8 de julio de 1841, pocos días antes de la Coronación del nuevo monarca que tuvo lugar el 18 de julio del mismo año.
El marco de la corona está hecho de oro de 18 quilates de calidad. Su base circular sostiene ocho semiarcos imperiales, conectados en la parte superior por un monde dorado, que a su vez está rematado por una cruz enjoyada, formando un globo cruciger. Dentro de los medios arcos se encuentra un gorro de terciopelo verde oscuro (a juego con el color verde oscuro de la superficie superior de la túnica del emperador). La corona está engastada con 639 piedras preciosas (todos diamantes) y 77 perlas de 8 milímetros cada una.
Esta corona pesa 1,9 kilogramos (4,2 libras), tiene un diámetro de 20,5 centímetros (8,1 pulgadas) y 31 centímetros (12 pulgadas) de alto. Es considerada una de las obras más espléndidas de la joyería brasileña.